# Titus Cominius Severus

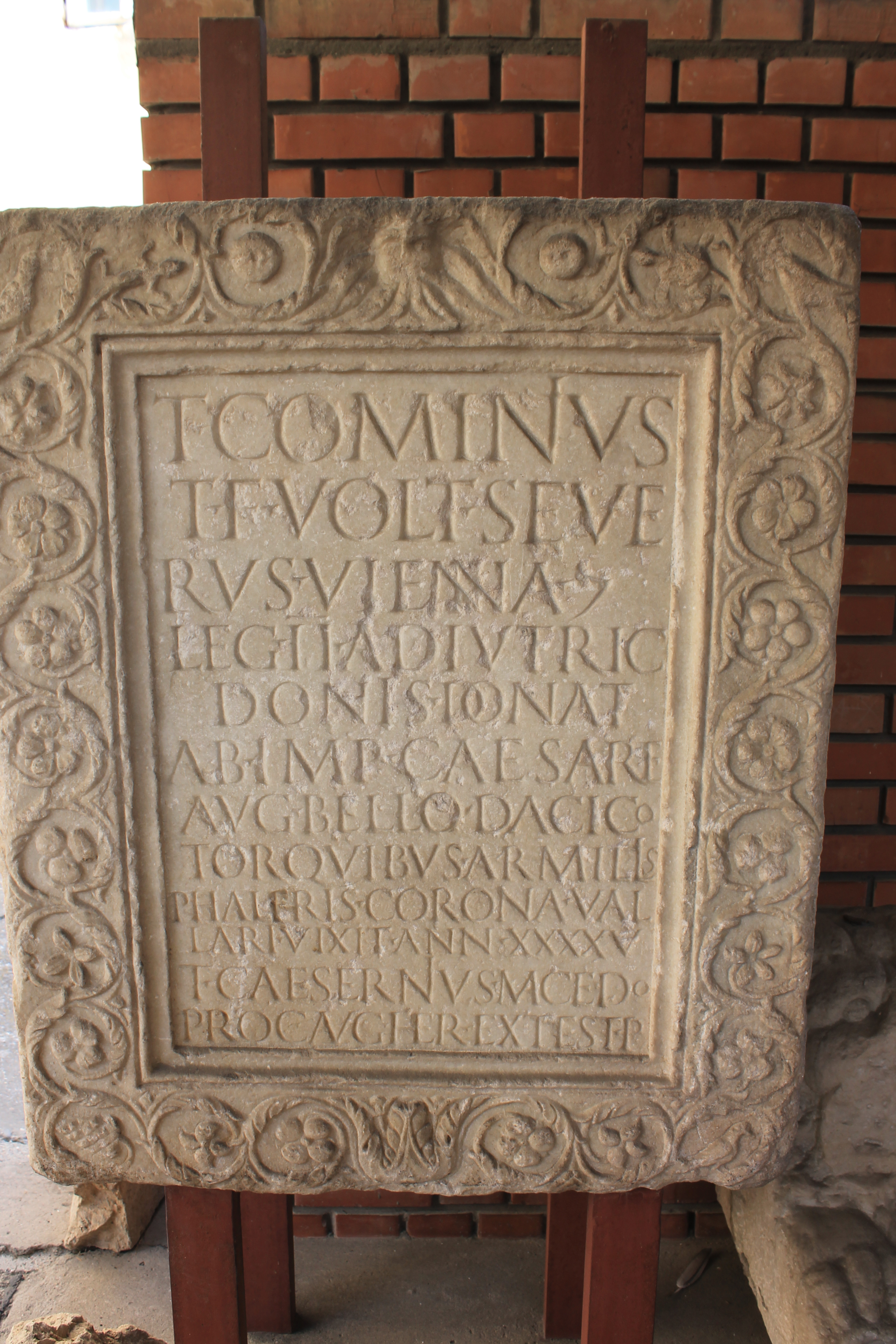
Der Grabstein mit der Inschrift

Titus Cominius Severus (vollständige Namensform Titus Cominius Titi filius Voltinia Severus) war ein im 1. und 2. Jahrhundert n. Chr. lebender Angehöriger der römischen Armee.
Durch einen Grabstein, der in Sirmium gefunden wurde, ist belegt, dass Severus als Centurio in der Legio II Adiutrix diente und in einem Dakerkrieg folgende militärische Auszeichnungen erhielt: Torques, Armillae, Phalerae und eine Corona vallaris. Laut James Robert Summerly handelt es sich bei dem Dakerkrieg um die Kämpfe Domitians gegen die Daker zwischen 86 und 89.
Severus war in der Tribus Voltinia eingeschrieben und  stammte aus Vienna in der Provinz Gallia Narbonensis. Er starb im Alter von 45 Jahren (vixit annos XXXXV). Der Grabstein wurde durch Titus Caesernius Macedo, seinem Erben, gemäß dem Testament errichtet.
Die Inschrift wird bei EDCS und EDH auf 107/117 datiert. James Robert Summerly datiert die Laufbahn von Severus in einen Zeitraum zwischen 86 und 96; die Inschrift wurde nach der Ermordung Domitians Ende 96 errichtet, da der Kaiser in der Inschrift als Imperatore Caesare Augusto bezeichnet wird.